# Berg-géb
A Berg-géb (Hyrcanogobius bergi) a csontos halak (Osteichthyes) főosztályának a sugarasúszójú halak (Actinopterygii) osztályába, ezen belül a sügéralakúak (Perciformes) rendjébe, a gébfélék (Gobiidae) családjába és a Gobiinae alcsaládjába tartozó faj.
Nemének egyetlen faja.

## Előfordulása
Az eurázsiai Berg-géb, a Kaszpi-tenger északi felében élő, brakk- és édesvízi endemikus gébféléje.

## Megjelenése
A nőstény testhossza 2,7 centiméter, a hímé pedig 3,1, legfeljebb 3,6 centiméter. 30 pikkelye van egy hosszanti sorban. Tarkója és a hát eleje, az első hátúszó kezdetéig, pikkelyek nélküli. Hasúszói tapadókoronggá fejlődtek. Farokúszója egyenletesen lekerekített. Hátúszóján 7 tüske látható.

## Életmódja
Ez a mérsékelt övi hal gerinctelen állatokkal, főként apró rákokkal táplálkozik.
Legfeljebb 1 évig él.

## Szaporodása
Az ivarérettséget 18-22 milliméteresen éri el. Május-júniusban ívik, 2-7 méteres mélységben. A nőstény, 2-3 különböző elhagyott puhatestűházba rakja le 0,4-1 milliméteres ikráit. Ívás után mindkét szülő elpusztul.